# Raketbränsle

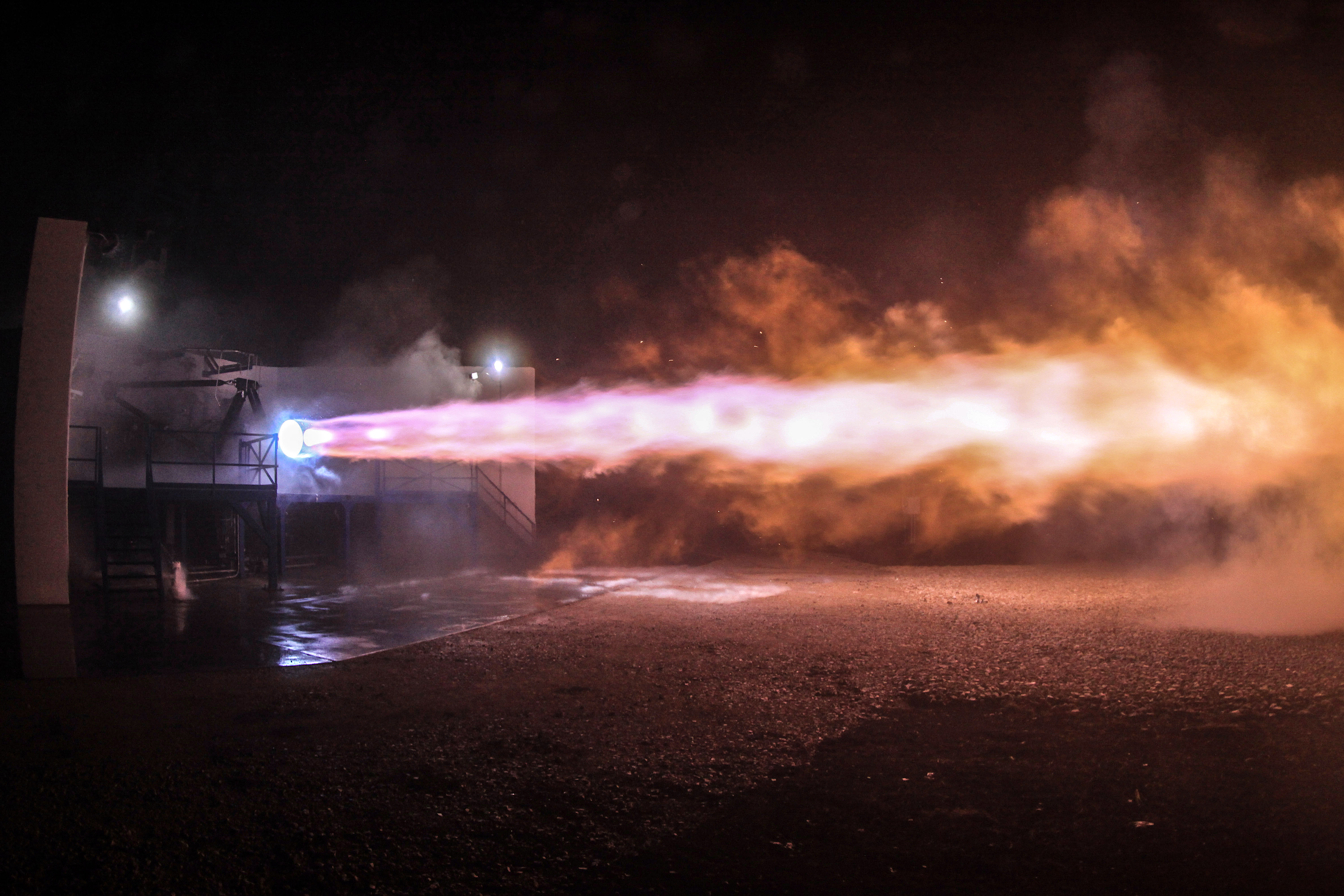
Första startprov av raketmotorn Raptor från Spacex. Bränslet är flytande metan och flytande syre.

Raketbränsle är det eller de bränslen som krävs för att driva den reaktion som accelererar reaktionsmassan i en raketmotor. I kemiska raketmotorer förbränns bränslet och de förbränningsgaser som bildas utgör reaktionsmassan. I andra typer av raketmotorer skiljer man på bränslet som driver reaktionen och drivmedlet som utgör reaktionsmassan.

## Enkomponentsbränsle
Den enklaste formen av raketmotorer har bara ett bränsle, det kallas då enkomponentsbränsle. Det innehåller den blandning av oxidationsmedel och reduktionsmedel som krävs för att bränslet ska kunna underhålla sin egen förbränning. I en Space Shuttle Solid Rocket Booster utgörs enkomponentsbränslet av en blandning av ammoniumperklorat, aluminium, järnoxid och bindmedel.

## Tvåkomponentsbränsle
Lite mer avancerade raketer har oxidationsmedel och reduktionsmedel lagrade i olika tankar. Bränslena pumpas sedan in i brännkammaren där de förbränns tillsammans. Tvåkomponentsbränslen är ofta hypergoliska, dvs de spontanantänder vid kontakt med varandra. Raketen Titan II drivs av hydrazin (reduktionsmedel) och kvävetetroxid (oxidationsmedel). Blandningen är hypergolisk. Vanligare i civila tillämpningar är icke-hypergoliska bränslen som RP-1, flytande väte eller flytande metan, med flytande syre (LOX) som oxidationsmedel. I de fallen behöver blandningen tillföras aktiveringsenergi för att förbränningen ska starta.

## Bränsle respektive drivmedel
Ännu mer avancerade raketmotorer har separata bränslen och drivmedel, eller inget bränsle alls utan bara drivmedel. Den jonmotor som sitter i rymdsonderna Deep Space 1 och Dawn har xenon som drivmedel. De har inget bränsle, utan motorn drivs av solceller.